# Cyperus tempeae
Cyperus tempeae är en halvgräsart som beskrevs av Gordon C. Tucker. Cyperus tempeae ingår i släktet papyrusar, och familjen halvgräs. Inga underarter finns listade i Catalogue of Life.